# Podwójna tożsamość
Podwójna tożsamość (tytuł oryg. The Death and Life of Bobby Z) – amerykańsko-niemiecka koprodukcja filmowa z 2007 roku, thriller kryminalny zrealizowany według powieści Dona Winslowa.

## Fabuła
Były żołnierz piechoty morskiej, a aktualnie pensjonariusz więzienia stanowego, Tim Kearney, otrzymuje od agenta wydziału antynarkotykowego Tada Gruzsa propozycję nie do odrzucenia − w zamian za wolność, Tim ma przez jakiś czas udawać zmarłego niedawno bossa narkotykowej mafii, Bobby’ego Z, do którego jest łudząco podobny. Tim szybko wciela się w rolę i zaczyna egzystować życiem słynnego dealera. Jednak podczas jednej z akcji następują nieprzewidziane komplikacje i cały plan zaczyna nabierać nietypowych kształtów. Tim musi uciekać, a niespodziewanie razem z nim do ucieczki porywa się dwunastoletni syn Bobby’ego Z.

## Obsada
- Paul Walker − Tim Kearney
- Laurence Fishburne − Tad Gruzsa
- Jason Lewis − Bobby Z
- Olivia Wilde − Elizabeth
- Jason Flemyng − Brian
- Joaquim de Almeida − Don Huertero
- Michael Bowen − Duke
- Shirly Brener − Summer, surferka
- Troy Brenna − ochroniarz
- Keith Carradine − Johnson
- Stefanos Miltsakakis − Nico
- Gina-Raye Carter − dziewczyna
- Rebecca Chaney − Ashley
- Bruce Dern − narrator

## Realizacja
Film powstał budżetem dwudziestu dwóch milionów dolarów w Meksyku (stan Baja California) i USA (Los Angeles w Kalifornii). Zdjęcia ruszyły we wrześniu 2005, a zakończyły się trzy miesiące później − 12 grudnia tego roku.